# رفع الأثقال في الألعاب البارالمبية الصيفية 2024
أقيمت منافسات رفع الأثقال في الألعاب البارالمبية الصيفية 2024 في باريس، فرنسا، في الفترة ما بين 4 و8 سبتمبر 2024 في صالة بورت دو لا شابيل. وشملت في المجموع عشرين فعالية، تتكون من عشرة فعاليات للرجال وعشرة فعاليات للسيدات.

## التصفيات المؤهلة
بدأت قائمة الترتيب في 1 مارس 2022 وانتهت في 26 يونيو 2024.  

## الدول المتأهلة
- الجزائر (3)
- الأرجنتين (1)
- أرمينيا (1)
- أستراليا (2)
- أذربيجان (1)
- البرازيل (11)
- الكاميرون (1)
- تشيلي (4)
- الصين (16)
- تايبيه الصينية (1)
- كولومبيا (5)
- كوبا (1)
- قبرص (1)
- جمهورية الدومينيكان (1)
- الإكوادور (1)
- مصر (13)
- السلفادور (1)
- فرنسا (4)
- جورجيا (1)
- غانا (1)
- بريطانيا العظمى (7)
- اليونان (2)
- المجر (1)
- الهند (4)
- إندونيسيا (3)
- إيران (6)
- العراق (3)
- جزيرة أيرلندا (1)
- إيطاليا (3)
- ساحل العاج (1)
- اليابان (1)
- الأردن (7)
- كازاخستان (5)
- كينيا (1)
- قيرغيزستان (1)
- ليبيا (1)
- ماليزيا (3)
- المكسيك (3)
- مولدوفا (1)
- منغوليا (1)
- المغرب (2)
- نيجيريا (8)
- بنما (1)
- بيرو (1)
- بولندا (4)
- Refugee Paralympic Team (1)
- السعودية (1)
- صربيا (1)
- كوريا الجنوبية (4)
- إسبانيا (1)
- تايلاند (2)
- تركيا (5)
- تركمانستان (1)
- أوغندا (1)
- أوكرانيا (4)
- الإمارات العربية المتحدة (1)
- الولايات المتحدة (2)
- أوزبكستان (8)
- فنزويلا (1)
- فيتنام (4)

## الميداليات
*   البلد المضيف (مضيف)
| المرتبة | NPC             | ذهبية | فضية | برونزية | المجموع |
| ------- | --------------- | ----- | ---- | ------- | ------- |
| 1       | الصين           | 6     | 8    | 1       | 15      |
| 2       | إيران           | 3     | 0    | 1       | 4       |
| 3       | مصر             | 2     | 2    | 2       | 6       |
| 4       | نيجيريا         | 2     | 2    | 0       | 4       |
| 5       | البرازيل        | 2     | 0    | 2       | 4       |
| 6       | الأردن          | 2     | 0    | 0       | 2       |
| 7       | كازاخستان       | 1     | 0    | 0       | 1       |
| 7       | ماليزيا         | 1     | 0    | 0       | 1       |
| 7       | فنزويلا         | 1     | 0    | 0       | 1       |
| 10      | تركيا           | 0     | 2    | 2       | 4       |
| 11      | بريطانيا العظمى | 0     | 2    | 1       | 3       |
| 12      | أوكرانيا        | 0     | 1    | 1       | 2       |
| 13      | منغوليا         | 0     | 1    | 0       | 1       |
| 13      | أوزبكستان       | 0     | 1    | 0       | 1       |
| 13      | كوبا            | 0     | 1    | 0       | 1       |
| 16      | المكسيك         | 0     | 0    | 2       | 2       |
| 17      | العراق          | 0     | 0    | 1       | 1       |
| 17      | جورجيا          | 0     | 0    | 1       | 1       |
| 17      | الجزائر         | 0     | 0    | 1       | 1       |
| 17      | إيطاليا         | 0     | 0    | 1       | 1       |
| 17      | فيتنام          | 0     | 0    | 1       | 1       |
| 17      | كولومبيا        | 0     | 0    | 1       | 1       |
| 17      | تايلاند         | 0     | 0    | 1       | 1       |
| 17      | تشيلي           | 0     | 0    | 1       | 1       |
| المجموع | المجموع         | 20    | 20   | 20      | 60      |

## الحائزون على الميداليات

### الرجال
| الألعاب  | الذهبية                      | الفضية                           | البرونزية                        |
| -------- | ---------------------------- | -------------------------------- | -------------------------------- |
| 49 كلغ   | عمر قرادة · الأردن           | عبدالله كايابينار · تركيا        | لي فان كونغ · فيتنام             |
| 54 كلغ   | ديفيد ديجتياريف · كازاخستان  | بابلو راميريز باريينتوس · كوبا   | يانغ جينغلانغ · الصين            |
| 59 كلغ   | محمد المنياوي · مصر          | تشي يونغكاي · الصين              | محسن بختيار · إيران              |
| 65 كلغ   | Zou Yi · الصين               | Mark Swan · بريطانيا العظمى      | حسين بطير · الجزائر              |
| 72 كلغ   | بوني بونياو جوستين · ماليزيا | Hu Peng · الصين                  | دوناتو تيليسكا · إيطاليا         |
| 80 كلغ   | روح الله رستمي · إيران       | قو شياوفى · الصين                | رسول كاظم · العراق               |
| 88 كلغ   | يان بانبان · الصين           | محمد صبحي · مصر                  | يوري بيبينتس · أوكرانيا          |
| 97 كلغ   | عبد الكريم خطاب · الأردن     | يي جيشيونغ · الصين               | فابيو توريس · كولومبيا           |
| 107 كلغ  | علي أكبر غريبشاهي · إيران    | إنخبايارين سودنومبيلجي · منغوليا | خوسيه دي جيسوس كاستيلو · المكسيك |
| +107 كلغ | احمد امين زاده · إيران       | انطون كريوكوف · أوكرانيا         | أكاكي جينتشارادزي · جورجيا       |

### السيدات
| الألعاب | الذهبية                           | الفضية                       | البرونزية                         |
| ------- | --------------------------------- | ---------------------------- | --------------------------------- |
| 41 كلغ  | كوي زهي · الصين                   | استير نورغو · نيجيريا        | لارا أباريسيدا دي ليما · البرازيل |
| 45 كلغ  | غوه لينغ لينغ · الصين             | زوي نيوسون · بريطانيا العظمى | نظمية موصلو موراتلي · تركيا       |
| 50 كلغ  | كلارا فوينتيس موناستريو · فنزويلا | شياو جين بينغ · الصين        | أوليفيا بروم · بريطانيا العظمى    |
| 55 كلغ  | رحاب أحمد · مصر                   | بيسرا دومان · تركيا          | كامولبان كراراتبيت · تايلاند      |
| 61 كلغ  | أونيينيتشي مارك · نيجيريا         | كوي جيانجين · الصين          | أماليا بيريز ‏ · المكسيك           |
| 67 كلغ  | تان يوجياو · الصين                | فاطمة عليان · مصر            | ماريا دي فاتيما كاسترو · البرازيل |
| 73 كلغ  | ماريانا داندريا · البرازيل        | روزا كوزيفا · أوزبكستان      | سيبل تشام · تركيا                 |
| 79 كلغ  | هان مياويو · الصين                | بوز أوموليو · نيجيريا        | صفاء حسن · مصر                    |
| 86 كلغ  | تيانا ميديروس · البرازيل          | تشنغ فيفي · الصين            | ماريون سيرانو · تشيلي             |
| +86 كلغ | فولاشادي أولوافيميايو · نيجيريا   | دينغ شيويمي · الصين          | نادية علي · مصر                   |

## وصلات خارجية
- كتاب النتائج